# 3000 Леонардо
3000 Леонардо (3000 Leonardo) — астероїд головного поясу, відкритий 2 березня 1981 року.
Тіссеранів параметр щодо Юпітера — 3,534.